# Fabio Mignanelli
 (septembre 2013).
Si vous disposez d'ouvrages ou d'articles de référence ou si vous connaissez des sites web de qualité traitant du thème abordé ici, merci de compléter l'article en donnant les références utiles à sa vérifiabilité et en les liant à la section « Notes et références ».
Fabio Mignanelli (né en 1496 à Sienne, en république de Sienne, alors dans la république de Sienne et mort le 10 août 1557 à Rome) est un cardinal italien du XVIe siècle.
Il est un parent du cardinal Giovanni Michele Saraceni (1551).

## Biographie
Fabio Mignanelli naît à Sienne aux alentours de 1496 de l'union de Pietro Paolo Mignanelli et de Onorata Saraceni.
Fabio Mignanelli étudie à l'université de Sienne le droit canon et civil et y devient professeur. Il se marie avec la sœur du cardinal Girolamo Recanati Capodiferro, Antonina Capodiferro. Ils eurent un fils. À la mort de son épouse en 1533, il part pour Rome et entre dans l'état ecclésiastique. Il est notamment auditeur à la Rote romaine et protonotaire apostolique.
Il commence par la diplomatie de l'État pontifical. En 1537, il est envoyé dans la république de Venise pour appuyer la position papale hostile aux Ottomans. Il est ensuite envoyé par le pape Paul III auprès de Charles Quint pour lui annoncer le second report du concile de Trente. Il négocia également pour le pape la fin de la huitième guerre d'Italie.
Nommé évêque de Lucera en 1540, il est ensuite gouverneur et vice-légat de Bologne en 1541, nonce apostolique dans la république de Venise en 1543 et nonce auprès de Ferdinand Ier du Saint-Empire et auprès de Charles Quint en 1545. Mgr Mignanelli participe à la diète de Worms en 1545. Il est vice-légat dans les Marches et à Ascoli et prévôt de l'église de la Sainte-Vierge de Castro Casulano et de l'abbaye de San Vigilio.
Fabio Mignanelli est nommé cardinal par le pape Jules III lors du consistoire du 20 novembre 1551. Il est préfet du tribunal suprême de la Signature apostolique et légat a latere pour pacifier Sienne et in pace conservando. En 1553, il est nommé préfet des États pontificaux. A ce titre, il participa aux conclaves d'avril et de mai 1555 menant à l'élection de Marcel II puis de Paul IV à la tête de l'Église catholique.